# Vekoslav Grmič
Vekoslav Grmič, slovenski rimskokatoliški duhovnik, mariborski pomožni škof, teolog, filozof in profesor, * 4. junij 1923, Dragotinci, † 21. marec 2005, Maribor.

## Življenjepis
Rodil se je očetu Francu in materi Mariji (roj. Slavič).
29. junija 1950 je prejel duhovniško posvečenje in naslednje leto po diplomi postal kaplan na Vranskem, od leta 1953 pa župnik na Vranskem v škofiji Maribor, leta 1960 pa še prodekan braslovške dekanije. Župnik na Vranskem je ostal do leta 1968.
Leta 1961 je doktoriral s temo Teološke vsebine strahu v eksistencializmu. Na Teološki fakulteti v Ljubljani je od 1962 predaval dogmatično teologijo. Docent je postal leta 1964, izredni profesor leta 1967 in redni profesor leta 1972 na mariborskem oddelku ljubljanske teološke fakultete.
27. februarja 1968 ga je papež Pavel VI. s pastirskim pismom imenoval za mariborskega pomožnega škofa in naslovnega škofa Uchittanskega; škofovsko posvečenje je prejel 21. aprila istega leta.
Med letoma 1978 in 1980 je kot škofijski upravitelj med sedisvakanco vodil mariborsko škofijo.
6. novembra 1980 je prenehal s službo pomožnega škofa in ostal naslovni škof ter profesor na Teološki fakulteti.
Njegova bibliografija obsega več kot 1200 bibliografskih enot, med njimi je 22 samostojnih knjig.

## Pomembnejše monografske publikacije
- O Bogu; Cirilsko društvo slovenskih bogoslovcev, Ljubljana, 1966
- Dogmatika (skripta), Škofijski ordinariat Maribor, 1967
- Nauk o poslednjih rečeh = Eshatologija; Cirilsko društvo slovenskih bogoslovcev, 1967
- Oris nauka o veri, Cirilsko društvo slovenskih bogoslovcev, 1968
- Med vero in nevero, Mohorjeva družba, 1969
- Mali teološki slovar, Mohorjeva družba, 1973
- Teologija v službi človeka; Tinje, Katoliški dom prosvete, 1975
- Vprašanja našega časa v luči teologije: sodobna evangelizacija; Tinje, Katoliški dom prosvete, 1978
- Resnica iz ljubezni, Zadruga katoliških duhovnikov v okviru SDD, 1979
- Življenje iz upanja, Zadruga katoliških duhovnikov, Ljubljana, 1981
- Humanizem problem našega časa, Založništvo tržaškega tiska, 1983
- V duhu dialoga: za človeka gre; Ljubljana, DZS, 1986
- Kocbekova odločitev za OF in (njegov) krščanski etos, 1994
- Ušeničnikovo razumevanje umetnosti - literature, 1994
- Moja misel, Unigraf, Ljubljana, 1995
- Iskanje resnice, Unigraf, Ljubljana, 1997
- Ne pozabimo, Unigraf, Ljubljana, 1998
- Izzivi in odgovori, Unigraf, Ljubljana, 2000
- Misli iz šole življenja, Unigraf, Ljubljana, 2003
- Poslednji spisi : misli o sodobnosti, Unigraf, Ljubljana, 2005